# Сеад Хаџибулић
Сеад Хаџибулић (Нови Пазар, 30. јануара 1983) бивши је српски фудбалер.

## Трофеји и награде
Јошаница
- Зона Мораваː 2017/18.[12]